# Berry van Aerle
Berry van Aerle (Helmond, 1962. december 8. –) Európa-bajnok holland labdarúgó, hátvéd.

## Pályafutása

### Klubcsapatban
A HVV Helmond korosztályos csapatában kezdte a labdarúgást. 1981-ben szerződött a PSV Eindhovenhez, ahol 1994-ig játszott. Az 1986–87-es idényben kölcsönben szerepelt a belga Royal Antwerp együttesében. A PSV-vel öt bajnoki címet és három holland kupa-győzelmet ért el. Tagja volt az 1987–88-as BEK-győztes csapatnak. 1994-95-ben a Helmond Sport labdarúgója volt és itt fejezte be az aktív labdarúgást.

### A válogatottban
1987 és 1992 között 35 alkalommal szerepelt a holland válogatottban. Két Európa-bajnokságon vett részt. Az 1988-as NSZK-beli Európa-bajnokságon aranyérmes, az 1992-es svédországi tornán bronzérmes lett a csapattal. Tagja volt az 1990-es olaszországi világbajnokságon részt vevő válogatott keretnek.

## Sikerei, díjai
Hollandia
- Európa-bajnokság
  - aranyérmes: 1988, NSZK
  - bronzérmes: 1992, Svédország

 PSV Eindhoven
- Holland bajnokság (Eredivisie)
  - bajnok (5): 1985–86, 1987–88, 1988–89, 1990–91, 1991–92
- Holland kupa (KNVB)
  - győztes (3): 1988, 1989, 1990
- Holland szuperkupa
  - győztes: 1992
- Bajnokcsapatok Európa-kupája (BEK)
  - győztes: 1987–88